# Now Look
Now Look — второй сольный студийный альбом английского музыканта Ронни Вуда (гитариста The Rolling Stones), выпущенный в июле 1975 года. В Соединённых Штатах он занял 118-е место в списке 200 лучших альбомов Billboard, продержавшись в чарте шесть недель. Продюсерами альбома выступили Вуд, Бобби Уомак и Иэн Маклэган. В записи альбома также приняли участие Кит Ричардс, Мик Тейлор, Жан Руссель, Вилли Уикс и Энди Ньюмарк — все они играли на дебютном альбоме Вуда I’ve Got My Own Album to Do.
Faces включили песню «Big Bayou» в сетлист своего осеннего тура 1975 года, который оказался последним турне группы. Вокалист Faces Род Стюарт записал свою собственную кавер-версию «Big Bayou» в следующем году для альбома A Night on the Town. Вуд переделал «Breathe on Me» в 1991 году для своего альбома Slide on This.

## Отзывы
| Оценки критиков               | Оценки критиков |
| Источник                      | Оценка          |
| ----------------------------- | --------------- |
| AllMusic                      | [ 1 ]           |
| Christgau's Record Guide      | B               |
| Disc                          | [ 3 ]           |
| MusicHound                    | [ 4 ]           |
| Record Collector              | [ 5 ]           |
| The Rolling Stone Album Guide | [ 6 ]           |

Альбом получил положительные и смешанные отзывы музыкальных критиков и интернет-изданий.
Стивен Томас Эрлевайн из AllMusic отметил, что «Второй сольный альбом Рона Вуда Now Look получился более плотным, чем дебютный, но при этом не утратил ни малейшего очарования своего предшественника, благодаря убедительным, рваным кавер-версиям песен Энн Пиблз „I Can’t Stand the Rain“ и „I Got Lost When I Found You“, которые написал продюсер альбома Бобби Уомак».

## Список композиций
Все треки написаны Ронни Вудом, кроме ниже указанных.
1. «I Got Lost When I Found You» (Вуд, Бобби Уомак) — 4:26
2. «Big Bayou» (Gib Guilbeau) — 2:42
3. «Breathe on Me» — 6:32
4. «If You Don’t Want My Love» (Уомак, Gordon DeWitty) — 4:18
5. «I Can Say She’s Alright» (Вуд, Уомак) — 6:22
6. «Caribbean Boogie» — 2:23
7. «Now Look» — 3:53
8. «Sweet Baby Mine» (Jim Ford, Уомак) — 3:28
9. «I Can’t Stand the Rain» (Donald Bryant, Энн Пиблз, Bernard Miller) — 3:12
10. «It’s Unholy» — 6:28
11. «I Got a Feeling» (Уомак, Иэн Маклэган, Jean Roussel) — 3:21